# Актор (UML)

Сценарий использования: Актор (зарегистрированный пользователь Wiki) редактирует статью. Схема создана на основе описания на языке UML

А́ктор (актёр, англ. actor) — множество логически связанных ролей в UML, исполняемых при взаимодействии с прецедентами или сущностями (система, подсистема или класс). Актором может быть человек или другая система, подсистема или класс, которые представляют нечто вне сущности.
Любые (в том числе и программные) системы проектируются с учётом того, что в процессе своей работы они будут использоваться людьми и/или взаимодействовать с другими системами. Сущности, с которыми взаимодействует система в процессе своей работы, называются акторами, причём каждый актор ожидает, что система будет вести себя строго определённым, предсказуемым образом.

Диаграмма сценариев использования c 2 акторами и 5 сценариями использования

Графически актор изображается либо схематическим «человечком», либо символом класса с соответствующим стереотипом. Обе формы представления имеют один и тот же смысл и могут использоваться в диаграммах. «Стереотипированная» форма чаще применяется для представления системных акторов или в случаях, когда актор имеет свойства и их нужно отобразить.